# Szörénység
Szörénység (más néven Szörény, Szörényvidék) a Bánság keleti hegyvidéki területe, hagyományos központja Karánsebes.

## Története
A Szörénység átmeneti terület a magyar medencerendszer és a Balkán között, geológiai, földrajzi, néprajzi, kulturális szempontból egyaránt.
A területet honfoglaláskor ritka szláv lakosság lakta. Az első évszázadokban gyepűvidék volt, melyet a magyarok a 11. században szálltak meg, és a következő száz évben terjesztették ki hatalmukat Havaselve nyugati területére is, amelyet Szörényi bánság néven csatoltak a magyar királysághoz és az ott lakó kunok térítésére püspökséget (szörényi püspökség) szerveztek. Az északi török terjeszkedés megszüntette a bánságot és, a püspökséget is, a Szörénység a Duna balparti részére zsugorodott.
A Szörénység völgyeiben lakó viszonylag gyér középkori magyar lakosság a török hódoltság alatt elmenekült vagy elpusztult. Ma túlnyomó többségben románok lakják, kisszámú szórvány magyar lakossága a 18–19. században költözött be a területre.
Az Erdélyi Fejedelemség és a török hódoltság (változó) határvidéke, a török kiűzése után a temesi bánság része lett, ahova németeket és szlávokat telepítettek le.  Ettől az időtől a Bánát (Bánság) részének tekintik.
1773-ban a Határőrvidék létesítésekor az oláh bánsági ezred területe, annak fölszámolása után 1873-1880 között Szörény vármegyévé szervezték, majd az 1880 55. törvénycikkel Krassó vármegyével egyesítve megalakították Krassó-Szörény vármegyét, amit 1920. VI. 4-én a trianoni béke egészben Romániának juttatott.